# Pont de Juvigny sur la Seulles
Le pont de Juvigny sur la Seulles aussi dénommé pont gallo-romain est un pont destiné au franchissement de la Seulles, dans le département du Calvados en région Normandie.

## Localisation
Le pont de Juvigny sur la Seulles est situé sur la commune de Juvigny-sur-Seulles et celle de Tilly-sur-Seulles et marque la frontière des deux, lieudit le Pont-de-Juvigny.

## Histoire
Le pont est peut-être d'époque gallo-romaine mais est mentionné uniquement à la fin du XVe siècle et semble donc médiéval.
L'édifice est très emprunté durant l'Ancien Régime et se dégrade. Un nouveau pont est bâti au milieu du XIXe siècle.
L'édifice fait l'objet d'une inscription comme monument historique depuis le 19 septembre 2006.

## Caractéristiques
Il est muni de 5 arches et possède un dos d'âne.